# Halowe Mistrzostwa Polski Seniorów w Lekkoatletyce 2012
56. Halowe Mistrzostwa Polski Seniorów w Lekkoatletyce – zawody lekkoatletyczne, które odbyły się 25 i 26 lutego 2012 w hali Ośrodka Przygotowań Olimpijskich w Spale.
Medaliści biegu na 400 metrów uzyskali automatyczną kwalifikację do składu reprezentacji Polski na halowe mistrzostwa świata w biegu rozstawnym 4 × 400 metrów.
W eliminacyjnym oraz finałowym biegu na 60 metrów Daria Korczyńska ustanowiła (międzyczas) halowy rekord Polski w biegu na 50 metrów – 6,30 s.

## Rezultaty

### Mężczyźni
| Konkurencja:              | 1. miejsce                                 | Rezultat  | 2. miejsce                                  | Rezultat  | 3. miejsce                                             | Rezultat  |
| Bieg na 60 m              | Dariusz Kuć SL WKS Zawisza Bydgoszcz       | 6,70      | Robert Kubaczyk WKS Śląsk Wrocław           | 6,71      | Kamil Kryński KS Podlasie Białystok                    | 6,76      |
| Bieg na 200 m             | Kamil Kryński KS Podlasie Białystok        | 21,18     | Robert Kubaczyk WKS Śląsk Wrocław           | 21,27     | Dariusz Kuć SL WKS Zawisza Bydgoszcz                   | 21,30     |
| Bieg na 400 m             | Jakub Krzewina KS AZS AWF Kraków           | 46,92     | Łukasz Krawczuk WKS Śląsk Wrocław           | 47,32     | Łukasz Domagała AZS-AWFiS Gdańsk                       | 47,59     |
| Bieg na 800 m             | Artur Ostrowski OŚ AZS Poznań              | 1:49,42   | Kamil Gurdak MKS Stal Nowa Dęba             | 1:49,98   | Łukasz Jóźwiak AZS-AWF Warszawa                        | 1:50,04   |
| Bieg na 1500 m            | Adam Czerwiński WKS Wawel Kraków           | 3:48,38   | Krzysztof Żebrowski UOLKA Ostrów Mazowiecka | 3:49,18   | Damian Roszko KS Podlasie Białystok                    | 3:49,88   |
| Bieg na 3000 m            | Łukasz Parszczyński KS Podlasie Białystok  | 8:01,13   | Bartosz Nowicki WKS Śląsk Wrocław           | 8:01,14   | Łukasz Oślizło AZS-AWF Katowice                        | 8:04,59   |
| Bieg na 60 m przez płotki | Artur Noga KS Warszawianka Warszawa        | 7,65      | Dominik Bochenek SL WKS Zawisza Bydgoszcz   | 7,68      | Michał Kula AZS KU Politechniki Opolskiej Opole        | 7,94      |
| Chód na 5000 m            | Dawid Tomala AZS-AWF Katowice              | 19:20,12  | Rafał Sikora KS AZS AWF Kraków              | 19:22,15  | Rafał Augustyn OTG Sokół Mielec                        | 19:30,63  |
| Skok wzwyż                | Piotr Śleboda GKS Olimpia Grudziądz        | 2,22      | Robert Wolski MKLA Łęczyca                  | 2,12      | Piotr Milewski KS Podlasie Białystok                   | 2,08      |
| Skok o tyczce             | Łukasz Michalski SL WKS Zawisza Bydgoszcz  | 5,60      | Przemysław Czerwiński OSOT Szczecin         | 5,40      | Robert Sobera KS AZS-AWF Kraków                        | 5,30      |
| Skok w dal                | Marcin Starzak KS AZS-AWF Biała Podlaska   | 7,70      | Adrian Strzałkowski MKL Szczecin            | 7,67      | Tomasz Jaszczuk MKS Pogoń Siedlce                      | 7,64      |
| Trójskok                  | Adrian Świderski WKS Śląsk Wrocław         | 16,17     | Jakub Daroszewski BKS Bydgoszcz             | 15,94     | Karol Kondraciuk KS AZS AWF Kraków                     | 15,85     |
| Pchnięcie kulą            | Tomasz Majewski AZS-AWF Warszawa           | 21,05     | Jakub Giża LKS Stal Mielec                  | 19,55     | Krzysztof Brzozowski MKS-MOS Płomień Sosnowiec         | 18,90     |
| Siedmiobój                | Szymon Czapiewski SL WKS Zawisza Bydgoszcz | 5527 pkt. | Paweł Wiesiołek KS Warszawianka W-wa        | 5510 pkt. | Krzysztof Plaskota AZS KU Politechniki Opolskiej Opole | 5439 pkt. |

### Kobiety
| Konkurencja:              | 1. miejsce                               | Rezultat  | 2. miejsce                                | Rezultat  | 3. miejsce                                       | Rezultat  |
| Bieg na 60 m              | Daria Korczyńska WKS Śląsk Wrocław       | 7,33      | Marika Popowicz SL WKS Zawisza Bydgoszcz  | 7,35      | Monika Wieczorkiewicz OŚ AZS Poznań              | 7,41      |
| Bieg na 200 m             | Anna Kiełbasińska AZS-AWF Warszawa       | 23,76     | Marika Popowicz SL WKS Zawisza Bydgoszcz  | 24,15     | Anna Guzowska AZS-AWF Warszawa                   | 24,31     |
| Bieg na 400 m             | Justyna Święty AZS-AWF Katowice          | 54,03     | Jolanta Kajtoch AZS-AWF Warszawa          | 54,19     | Iga Baumgart BKS Bydgoszcz                       | 54,52     |
| Bieg na 800 m             | Ewelina Sętowska-Dryk AZS-AWF Warszawa   | 2:06,04   | Katarzyna Broniatowska KS AZS AWF Kraków  | 2:07,04   | Renata Pliś MKL Maraton Świnoujście              | 2:07,53   |
| Bieg na 1500 m            | Katarzyna Broniatowska KS AZS AWF Kraków | 4:39,07   | Sandra Michalak MKS-MOS Płomień Sosnowiec | 4:41,57   | Monika Harasim AZS-AWF Warszawa                  | 4:41,91   |
| Bieg na 3000 m            | Wioletta Frankiewicz KS AZS AWF Kraków   | 9:18,56   | Urszula Nęcka MKS MOS Płomień Sosnowiec   | 9:22,26   | Matylda Szlęzak KS AZS AWF Kraków                | 9:32,69   |
| Bieg na 60 m przez płotki | Zuzanna Leszczyńska AZS-AWFiS Gdańsk     | 8,45      | Urszula Bhebhe AZS-AWF Warszawa           | 8,47      | Karolina Jaroszek RTL ZTE Radom                  | 8,50      |
| Chód na 3000 m            | Paulina Buziak OTG Sokół Mielec          | 12:38,84  | Katarzyna Kwoka CWKS Resovia              | 13:02,09  | Justyna Świerczyńska PLKS Gwda Piła              | 13:13,56  |
| Skok wzwyż                | Karolina Gronau MKS Start Lublin         | 1,84      | Karolina Błażej KS AZS AWF Kraków         | 1,84      | Urszula Domel KS AZS AWF Wrocław                 | 1,84      |
| Skok o tyczce             | Anna Rogowska SKLA Sopot                 | 4,71      | Joanna Piwowarska KS AZS AWF Kraków       | 4,40      | Monika Pyrek OSOT Szczecin                       | 4,30      |
| Skok w dal                | Karolina Tymińska SKLA Sopot             | 6,44      | Anna Jagaciak MKS Juvenia Puszczykowo     | 6,40      | Teresa Dobija AZS Łódź                           | 6,37      |
| Trójskok                  | Anna Jagaciak MKS Juvenia Puszczykowo    | 13,58     | Anna Zych KS AZS-AWF Biała Podlaska       | 13,53     | Martyna Bielawska KS AZS-AWF Biała Podlaska      | 13,48     |
| Pchnięcie kulą            | Paulina Guba OKS Start Otwock            | 17,79     | Anna Wloka LUKS Podium Kup                | 16,14     | Aldona Magdalena Żebrowska KS Podlasie Białystok | 16,09     |
| Pięciobój                 | Izabela Mikołajczyk WKS Śląsk Wrocław    | 4083 pkt. | Agnieszka Borowska LKS Zantyr Sztum       | 3992 pkt. | Alicja Sakowicz AZS-AWF Warszawa                 | 3975 pkt. |